# Vélocipede à Grande Vitesse
Il Vélocipede à Grande Vitesse, chiamato anche VGV o Vélocipede Perreaux, viene ufficialmente riconosciuta essere la prima moto della storia; è un'invenzione del francese Louis-Guillaume Perreaux.
La Daimler Einspur, che talvolta è erroneamente considerata la prima motocicletta, è stata la prima moto con motore a scoppio.

## Storia
Perreaux era un ingegnere meccanico e desiderava costruire un velocipede a motore e commercializzarlo, dopo aver realizzato altre invenzioni in vari campi.
Il 26 dicembre 1868 depositò il primo brevetto del Vélocipede à Grande Vitesse, che prevedeva un velocipede "destinato a percorrere distanze immense senza affaticarsi senza un volano d'inerzia"; a questo primo vago brevetto ne seguì un altro il 23 dicembre 1869 in cui aggiunse un telaio monotrave in acciaio. Nel maggio del 1870 nacque ufficialmente il Vélocipede à Grande Vitesse, alimentato con un motore elettrico, poi modificato con il brevetto quasi definitivo del 14 giugno 1871 che Perreaux definì "meno imbarazzante del sistema elettrico e di funzionamento più regolare".
Nel nuovo progetto il motore elettrico era sostituito con un motore a vapore monocilindrico alimentato ad alcool o petrolio o olio per lampade. Perreaux posizionò il motore tra la sella e la ruota posteriore. Nell'ultimo brevetto modificò la caldaia e la focolaia del motore. Così nacque la sua moto primitiva che aveva una cilindrata di 303,9 cm³ e che raggiungeva 35 km/h.
Perreaux la produsse in cinque o sei esemplari nel 1871-1872, che decise di mettere tutti in vendita al prezzo di tremila franchi, pubblicizzandoli con l'intento di "rimpiazzare la razza cavallina potendo percorrere distanze favolose a 35 km/h".
L'unico esemplare esistente è conservato al Musée de l'Île-de-France al Castello di Sceaux nella regione dell'Île-de-France (Francia).